# Otonas Bružinskas
Otonas Bružinskas (* 10. Januar 1912 in Memel; † 2. Oktober 2001) war ein litauischer Fußballspieler. 

## Karriere
Bružinskas spielte auf Vereinsebene ab dem Jahr 1929 für die SpVgg Memel im Bezirk I Ostpreußen in einer der drei Bezirke der vom Baltischen Sport-Verband ausgerichteten Meisterschaften. Im Jahr 1929 kam er zweimal für die Nationalmannschaft Litauens zum Einsatz. In der zweiten Austragung des  Wettbewerbs um den Baltic Cup bestritt er am 14. und 16. August jeweils in Riga die mit 1:3 und 2:5 verlorene Begegnung mit der Nationalmannschaft Lettlands und Estlands.